# Rhinoppia melisi
Rhinoppia melisi är en kvalsterart som först beskrevs av R.C. Valle 1949.  Rhinoppia melisi ingår i släktet Rhinoppia och familjen Oppiidae. Inga underarter finns listade i Catalogue of Life.